# گوژیون والور سیگوراسون
گوژیون والور سیگوراسون (انگلیسی: Guðjón Valur Sigurðsson؛ زادهٔ ۸ اوت ۱۹۷۹) بازیکن هندبال اهل ایسلند است.